# 마르쿠스 주트너
마르쿠스 주트너(독일어: Markus Suttner, 1987년 4월 16일 ~ )는 오스트리아의 전 축구 선수이다.